# 西彼杵炭田
西彼杵炭田（にしそのぎたんでん）は、長崎県の西彼杵半島・長崎半島の西側、五島灘とも呼ばれる海域一帯に分布する炭田。一部が島嶼の陸地にかかるが、大部分は海域にある海底炭田。長崎炭田（ながさきたんでん）とも呼ばれる。崎戸-松島炭田（さきと-まつしまたんでん）、高島炭田（たかしまたんでん）を含む。2001年の池島炭鉱閉山以降、稼行している炭鉱はない。代表的な炭鉱として高島炭鉱、池島炭鉱、端島炭鉱、崎戸炭鉱、松島炭鉱などがあった。

## 地質・分布
崎戸-松島炭田は西彼杵半島の北西の海域で、旧崎戸町域、大島、松島、池島周辺で炭層が発達している。古第三紀の赤崎層群、寺島層群、松島層群、西彼杵層群の一部に石炭が含まれる。過去の稼行炭層は7層程度あり、主要なものは松島層群中、崎戸層の中層、新五尺層、本層、十八尺層が挙げられ、これらの炭丈は2メートル弱から5メートル弱あった。
高島炭田は長崎港外側の海域で、香焼島、伊王島、沖之島、高島、端島周辺で炭層が発達している。始新世の赤崎層群、高島層群、始新世から漸新世の伊王島層群の一部に石炭が含まれる。過去の稼行炭層は10層以上あり、主要なものは高島層群中、端島層の上八尺層、胡麻八尺層、盤砥五尺層、一丈層、十二尺層、四枚層が挙げられ、炭丈は1メートルから4.5メートルあった。
崎戸-松島炭田と高島炭田の間には未開発の海域がある。
平均的な炭質は粘結性の瀝青炭。平均的な熱量は崎戸-松島炭田で6000-8000キロカロリー毎キログラム(kcal/kg)、高島炭田で7000-8000 kcal/kg。南部の端島などでは固定炭素の多いコークス原料炭を産したが、炭層が30度から60度ときつい傾斜をもつため、採掘は次第に深部に及びやがて閉山に至った。
理論埋蔵量は、崎戸-松島炭田が推定約11億トン、高島炭田が推定約7億トン。
炭層を含む地層には、崎戸-松島炭田では緩い傾斜のドーム・ベースン構造と東西や南北方向の断層が、高島炭田では褶曲（向斜・背斜）や単斜と北西 - 南東から東西方向の断層がそれぞれみられる。

## 主な炭鉱
高島炭鉱
日本最古の大手資本による本格炭鉱。
端島炭鉱
軍艦島とも呼ばれた端島に位置した炭鉱。
崎戸炭鉱
松島炭鉱
両者を併せて崎戸松島炭鉱とも呼ばれた。
池島炭鉱
九州最後の炭鉱で2001年まで稼働を続けた。